# Public Library of Science
Public Library of Science (spesso citata tramite l'acronimo PLOS), è un progetto editoriale per pubblicazioni scientifiche di tipo Open Access ed iniziative correlate nel mondo scientifico. Cura la pubblicazione di sette riviste, tutte caratterizzate da revisione paritaria e contenuto aperto.

## Storia
L'idea del progetto nacque nel 2000 in seguito alla pubblicazione online di una lettera aperta a firma di Harold Varmus, premio Nobel per la medicina ed ex direttore del National Institutes of Health, Patrick Brown, biochimico presso l'Università di Stanford, e Michael Eisen, biologo ricercatore presso l'Università della California - Berkeley, in cui si sosteneva la necessità di adottare una politica di condivisione libera di tutti gli studi scientifici, chiedendo ai ricercatori di fare riferimento per la pubblicazione dei loro lavori solo a riviste che si impegnavano a renderli liberamente consultabili al massimo dopo 6 mesi dalla pubblicazione. 
Malgrado il notevole sostegno ricevuto, con 34.000 adesioni provenienti da scienziati di 180 paesi, la scarsa ricezione da parte delle riviste scientifiche spinse gli ideatori a creare una propria società editoriale scientifica ispirata alla filosofia Open Access. La prima rivista a vedere la luce fu PLOS Biology, nel 2003, seguita l'anno dopo da PLOS Medicine, e via via dalle altre, per un totale attuale di sette titoli. 
Il 3 dicembre 2013 PLOS ha annunciato dal suo sito la pubblicazione del 100.000º articolo.

## Modello editoriale e finanziamenti
Le risorse iniziali per l'avvio del progetto arrivarono da alcuni sostenitori, tra cui di particolare consistenza fu il contributo della Gordon and Betty Moore Foundation, di 9 milioni di dollari, fondi che garantirono anche alcuni passaggi pubblicitari televisivi negli Stati Uniti. Successivamente, per rimanere aderenti alla filosofia di libero accesso gratuito, venne adottato il modello “author pays” puro, che prevede il pagamento da parte degli autori degli articoli accettati per la pubblicazione di un contributo, inizialmente fissato a 1500 dollari. Nel 2006, PLOS fu costretta ad alzare il contributo a 2500 dollari, confermando in apparenza le previsioni pessimistiche dei suoi concorrenti. La risposta fu il lancio di altre riviste e lo snellimento di alcune strutture, che non poterono però evitare un ulteriore ritocco nel contributo, ma che portarono nel 2010 ad annunciare un primo utile nei bilanci, un trend che si è mantenuto nel tempo. Questo ha permesso all'organizzazione il lancio del Global Participation Initiative, che comporta un sostegno differenziato per i contributori degli articoli a seconda dei paesi di provenienza, prevedendo in alcuni casi la pubblicazione totalmente gratuita.

## Pubblicazioni
- PLOS Biology, ISSN 1544-9173 (WC · ACNP); Ottobre 2003
- PLOS Medicine, ISSN 1549-1676 (WC · ACNP); Ottobre 2004
- PLOS Computational Biology, ISSN 1553-7374 (WC · ACNP); Giugno 2005
- PLOS Genetics, ISSN 1553-7404 (WC · ACNP); Luglio 2005
- PLOS Pathogens, ISSN 1549-1676 (WC · ACNP); Settembre 2005
- PLOS Clinical Trials ISSN 1555-5887 (WC · ACNP); Maggio 2006, poi inserita in PLOS ONE
- PLOS ONE, ISSN 1932-6203 (WC · ACNP); Dicembre 2006
- PLOS Neglected Tropical Diseases, ISSN 1935-2735 (WC · ACNP); Ottobre 2007